# جامعة باث
جامعة باث هي إحدى الجامعات البريطانية التي تقع في مدينة باث, وكان قدر صدر الميثاق الملكي لها في العام 1966. وهي من بين أفضل 10 جامعات في بريطانيا حيث احتلت المرتبة السادسة في تصنيف أفضل الجامعات على أساس البرامج التدريسية في العام 1009 في دليل الجامعات الذي تنشره صحيفة الإندبندنت. واحتلت الجامعة المرتبة التاسعة على مستوى بريطانيا وفق دليل صحيفة الغارديان للجامعات للعام 2010. كما أظهر التقييم للأداء البحثي للجامعات الصادر في كانون أول 2008 أن الجامعة بين أفضل عشر جامعات وطنياً ومن بين أفضل 5 جامعات في بعض البرامج.

## تاريخ الجامعة

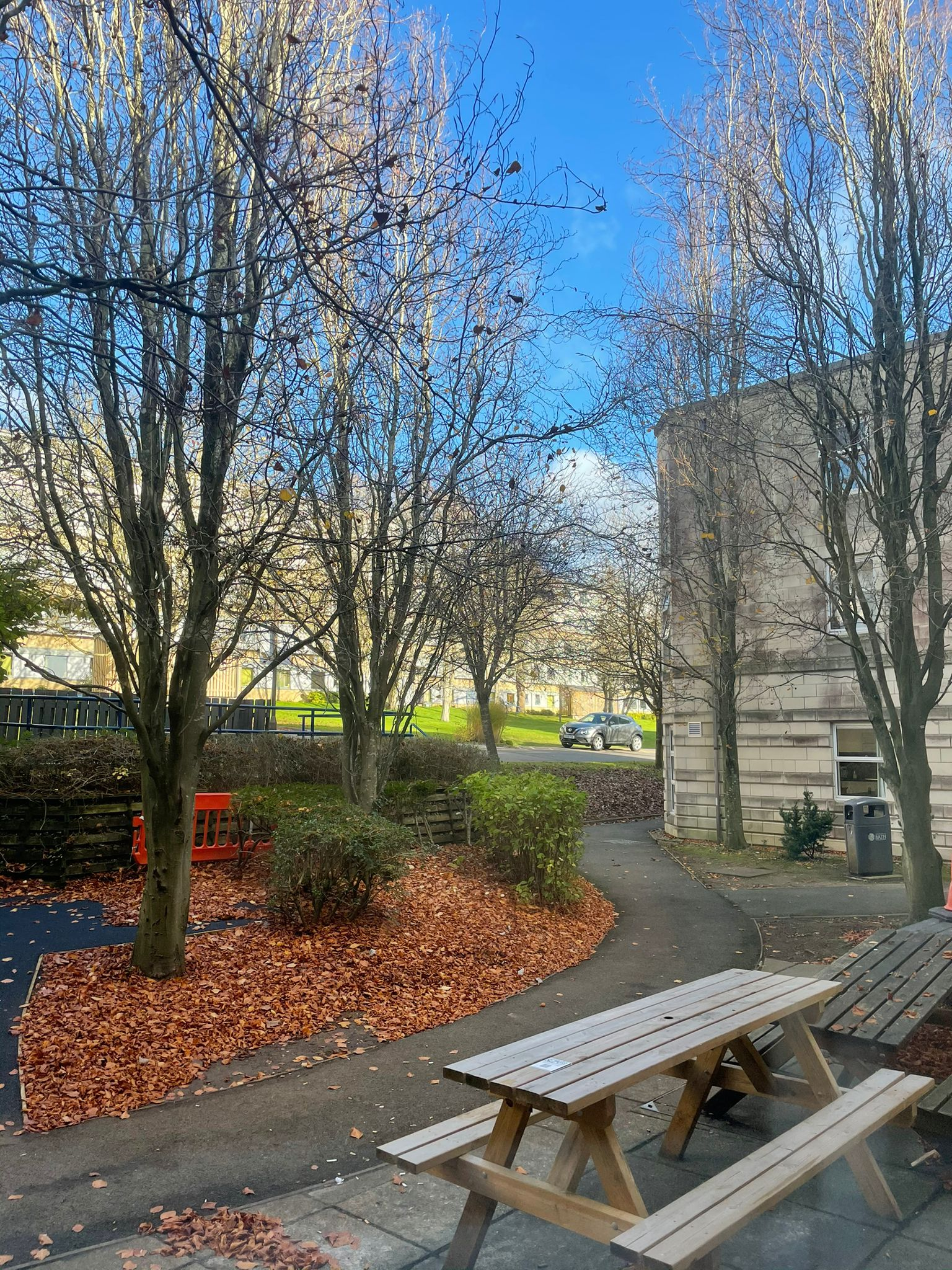
جامعة باث: منظر خريفي من الحرم الجامعي

بالرغم من أن الجامعة قد منحت الميثاق الملكي قد 40 سنة فقط إلا أن جذور الجامعة تعود إلى المدرسة التقنية للتجارة التي تم تأسيسها في بريستول قبل ذلك بمائة عام تقريباً, كما تم تأسيس كلية باث للصيدلة في العام 1907 والتي أصبحت جزءاً من الكلية التقنية في العام 1929. انتقلت الكلية إلى هيئة التعليم في بريستول في العام 1949 وأصبح اسمها كلية بريستول للتكنولوجيا، ومن ثم تغير اسمها مجدداً في العام 1960 ليصبح كلية بريستول للعلوم والتكنولوجيا حيث أصبحت في ذلك الوقت أحد الكليات التقنية العشرة التابعة لوزارة التعليم.
وفي العام 1963 انتهت الحكومة البريطانية من دراسة أوضاع التعليم العالي في المملكة المتحدة وصدر ما يعرف بتقرير لجنة روبينز. وساعد هذا التقرير في أن تتحول الكلية رسمياً إلى جامعة.
وبدأ بناء الحرم الجامعي في مدينة باث في العام 1964 وتم البناء الأول في العام 1965, وصدر المرسوم الملكي بتأسيس الجامعة في العام 1966. وتم بناء العديد من المباني الأخرى خلال عقد من الزمن.
وتم في العام 1966 وفي شهر تشرين الثاني على التحديد إقامة أول حفل تخريج في الجامعة.
وتظهر بعض السجلات التي تم اكتشافها في المدينة إلى أنه كانت هنالك خطة في القرن التاسع عشر لبناء كلية تابعة لجامعة أكسفورد في الموقع ذاته التي تقوم عليها جامعة باث حالياً, إلا أنه لم يكتب لتلك الخطط أن يتم تطبيقها.

## البرامج والتخصصات الأكاديمية
حازت الجامعة على منزلتها الأكاديمية المتقدمة من خلال التفوق في علوم الفيزياء والرياضيات والعلوم التكنولوجية. كما تتمتع الجامعة حالياً بسمعة طيبة في مجال الإدارة والعلوم الإنسانية والاجتماعية. وهنالك تركيز كبير في البرامج التي تطرحها الجامعة على جانب التدريب العملي، حيث تشجع الجامعة طلابها على العمل في مجال دراستهم لمدة عام واحد في العام الذي يسبق التخرج.
ووفقاً لعمليات التقييم التي تجريها الهيئات الحكومية فإن هنالك 15 تخصصاً في الجامعة قد حصل على تقييم «ممتاز» (وهو التقييم الأعلى في مقياس التقييم).

## القبول والطلبة
يتطلب القبول في جامعة باث حصول الطالب على علامات ممتازة في المرحلة الدراسية الثانوية، وهنالك 12 طلباً عن كل مقعد جامعي. وقد ارتفعت نسبة القبول في الجامعة في العام 2007 بنسبة 16%.
وقد شهدت الجامعة نمواً سريعاً في الأعوام الأخيرة. فمنذ العام 2006 بلغ عدد الطلبة في الجامعة 11,956 طالباً, 75% منهم في مرحلة البكالوريوس. كما أن هنالك نسبة كبيرة من الطلبة الوافدين تبلغ 25% معظمهم من الصين وألمانيا واليونان وهذا يدل على السمعة العالمية التي تتمتع بها الجامعة.

## وصلات خارجية
- الموقع الرسمي للجامعة
- الموقع الرسمي للمكتبة